# Daniel Fontana
Daniel Monzoro Fontana (General Roca, 31 de dezembro de 1975) é um triatleta profissional ítalo-argentino.
Daniel Fontana representou a Argentina nas Olimpíadas de 2004 em 28º, e a Itália em 2008, ficando em 33º.

## Ligações Externas
- Sitio Oficial